# Napasoq
Napasoq är en handelsstation på Grönlands västra kust, 48 kilometer söder om Sukkertoppen, i Qeqqata kommun. Byn hade 85 invånare 2010
1930 hade samhället 145 innevånare.